# عين الابل
عين الابل هي إحدى بلديات ولاية الجلفة بالجزائر. تقع 36 كم جنوب مدينة الجلفة، يحدها زكار شرقا وتعضميت غربا ومن الجنوب الغربي يحدها دلدول. وفقا لتعداد عام1998. يبلغ عدد سكانها 20436.اما حاليا فيبلغ عدد سكانها أكثر من 32 الف نسمة حسب إحصاء 2008 الطريق السريع العابر للصحراء رقم1 و18 يربطها بعاصمة الولاية الجلفة إلى الشمال الشرقي. إلى الجنوب الغربي من المدينة يوجد عدد من المجالات التي يمكن للسكان زراعتها ببعض المحاصيل.
كما تتميز عين الابل بغناها الثقافي خاصة الاثار القديمة نذكر منها القصر القديم وعين الشرشارة وكذا رسوم ما قبل التاريخ المصنفة عالميا.
تبلغ مساحتـها (بلدية عين الابل) 4320 كم² تقريبا وهي دائرة منذ 1986.
تشمل دائرة عين الابل 3 بلديات:
- زكار
- تعضميت
- المجبارة.

## معالم سياحية[3]
- موقع عين الناقة

يقع الموقع جنوب شرق مقر الولاية على بعد 33 كم جنوب شرق بلدية المجبارة  والمكتشف سنة 1965 من طرف السيد «لوتيلو» وهو مصنف كتراث وطني منذ عام 1979 المكون من 05 جداريات والتي  تعرض زوجا الجاموس العتيق، العاشقان الخجولان، صياد يحمل فأسا مرفقا بثلاث كلاب، ثلاث أشخاص برؤوس مستديرة، شخص رافع يده، حمل ذا القرص المستديرة...الخ
و بالتقدم قليلا من «عين الناقة» نحو «بوسكين» ومن هناك عبر الممر الكبير  نحو «صافية بورنان» نجد نقوش لحيوانات متوحشة وأليفة في ذلك الزمن بحوالي 4000 سنة قبل الميلاد اين  كانت تعيش هنا عدّة أنواع من حيوانات افريقيا شبه الصحراوية.
- موقع حجرة سيدي بوبكر

يقع الموقع جنوب غرب مقر الولاية على بعد 38 كم شمال غرب بلدية عين الابل والمعروف بتسمية المزار المكتشف سنة 1956 من طرف الاب «دوفيلاري» والسيد «برافيل»، وهو مصنف كتراث وطني منذ عام 1982، عبارة عن جدارية صخرية كبيرة على شكل فطر مغطاة  بالنقوش الصخرية على واجهاتها الأربعة: حمل ذا القرص المستديرة، شخص ذا رأس مستديرة يلبس سترة، فيل، كبش جميل بكريات، أحصنة، كلاب، نعامة  نقوش لستين يد، عشرة نقوش تبين حد لنعل، اشكال مستطيلة  وهناك أيضا آثار مجوفة لآيادي تبدو حديثة.
- موقع خنق الهلال

يقع الموقع جنوب غرب مقر الولاية على بعد 38 كم. شمال غرب بلدية عين الابل على بعد حوالي 21 كم والمعروف بتسمية «خنيق قيلان» المكتشف سنة 1966 من طرف الاب «دوفيلاري» والسيد «برافيل» وهو مصنف كتراث وطني  1982، عبارة عن جدارية صخرية عمودية كبيرة تحمل نقوش لمجموعة من الحيوانات: الجاموس العتيق، حمل ذا قرص مستديرة يحمل عقدا على رقبته، أسد كبير الحجم وفيل..

مدخل الحارة القديمة بعين الإبل
أصل تسمية مدينة عين الإبل
وسط مدينة الحارة
شرشارة عين ماء عذب في المديينة القديمة الحارة

## وصلات خارجية
- عين الابل.كوم
- المنارة الثقافية منتدى مدينة عين الإبل

1. ↑  GeoNames (بالإنجليزية), 2005, QID:Q830106
2. ↑  عين الابل.كوم نسخة محفوظة 02 أكتوبر 2017 على موقع واي باك مشين.
3. ↑  "السياحة في الجلفة/ واقعٌ وهبته الطبيعة و مشاريع لا تزال في الأفق". 8 سبتمبر 2012. مؤرشف من الأصل في 2021-10-16. اطلع عليه بتاريخ 2021-10-16.